# آرثر كاندي
آرثر كاندي (بالإنجليزية: Arthur Candy) هو دراج نيوزلندي، ولد في 19 يونيو 1934 في بالميرستون نورث في نيوزيلندا.

## وصلات خارجية
- آرثر كاندي على موقع أرشيف الدراجات (الإنجليزية)
- آرثر كاندي على موقع اللجنة الأولمبية الدولية (الإنجليزية)
- آرثر كاندي على موقع أوليمبيديا (الإنجليزية)
- آرثر كاندي على موقع اللجنة الأولمبية النيوزيلندية (الإنجليزية)